# FV Germania 1901 Bieber
FV Germania 1901 Bieber is een Duitse voetbalclub uit Offenbach am Main.

## Geschiedenis
De club werd in 1901 opgericht in, toen Bieber nog een zelfstandige gemeente was, als FC Germania Bieber. De club sloot zich aan bij de Zuid-Duitse voetbalbond en speelde in 1908/09 voor het eerst op het hoogste niveau en werd daar laatste. Tot 1914 speelde de club op het hoogste niveau, met uitzondering van seizoen 1912/13. Na de oorlog ging de club in de Zuidmaincompetitie spelen. In 1919 fuseerde de club met FV Bieber tot FV Germania Bieber. Tot 1922 speelde de club in de hoogste klasse. Pas in 1928 kon de club opnieuw promoveren. De club won dat jaar voor 8.000 toeschouwers met 2:1 van aartsrivaal Kickers Offenbach. De club speelde in de hoogste klasse tot 1933. Hierna werd de competitie geherstructureerd door de NSDAP, die de macht in Duitsland overgenomen had. De Zuid-Duitse bond werd ontbonden en de Gauliga werd ingevoerd als nieuwe hoogste klasse, waarvoor Bieber zich, door een zesde plaats in de competitie, niet plaatste. In 1935 stond de club aan de poort van de Gauliga en won in de eindronde nog voor 5.000 toeschouwers van FV Saarbrücken, maar promoveerde uiteindelijk niet.
Na de Tweede Wereldoorlog werd de club in de Landesliga Hessen ingedeeld, de tweede klasse. De club speelde hier tot 1953 en degradeerde dan. De club gleed langzaam weg in de anonimiteit. In 1967 promoveerde de club nog voor drie jaar naar de Gruppenliga, toen vierde klasse, maar verdween dan definitief uit de hogere klassen van het amateurvoetbal.  
De club speelt al sinds 1909 in het stadion am Waldhof, daarvoor speelde de club op de Exerzierplatz op de Bieberer Berg, waar tegenwoordig het stadion van Kickers Offenbach gelegen is.